# Hans Knudsen (kajakroer)
 For alternative betydninger, se Hans Knudsen. (Se også artikler, som begynder med Hans Knudsen)
Hans-Wiggo "HW" Frederik Knudsen (født 11. august 1944 i Herlufsholm, død 19. marts 2020 i Roskilde) var en dansk bygningskonstruktør og kajakroer, der deltog ved de Olympiske Lege i 1964 og 1968.

## Sportskarriere
Ved OL i 1964 deltog han sammen med barndomsvennen Preben Sten Jensen i toerkajak på 1.000 meter-distancen, hvor de endte på en samlet niendeplads. Ved OL i 1968 deltog han i firerkajak med Harry Sørensen, Jørgen Andersen og Sten Lund Hansen, og dette hold sluttede ligeledes som nummer ni på 1.000 meter-distancen.

## Erhvervskarriere
Knudsen var udlært tømrer og blev senere uddannet bygningskonstruktør. Et ophold i Grønland i begyndelsen af 1970'erne førte til, at han blev gift med en lokal kvinde og efterfølgende bosatte sig i Sisimiut. Han blev medejer af ingeniørfirmaet Permagreen, der stod bag en lang række byggerier i Grønland.

## Privatliv
HW Knudsen var gift med Nanna, og de fik to børn. Udover et hus i Sisimiut havde de også et hus i Næstved, og hertil flyttede han og Nanna, da de blev pensionerede. Han blev i 2018 diagnosticeret med lungefibrose, og hans død to år senere var forårsaget af dette i samspil med COVID-19.